# 马盘郡
马盘郡，中国南北朝时设置的郡。
西魏置马盘郡，北周沿置，治所在马盘县（今四川青川县西南青溪镇），隶属于龙州。《太平寰宇记》记载 “以界内马盘山名郡邑。”下辖马盘县一县。辖境相当今四川省青川县西部地区。隋文帝开皇三年（583年）废马盘郡，属县直属龙州。